# Land Rover Freelander
Land Rover Freelander je automobil spadající do kategorie SUV, který vyráběla od roku 1996 automobilka Land Rover.
Vývoj Freelanderu začal v pozdních osmdesátých letech 20. století. Vůz byl vytvořen už na začátku 90. let, ale kvůli omezeným financím se projekt v té době nedostal do výroby. To se podařilo až v roce 1996. Roku 2006 skončila výroba 1. generace a v roce 2007 začala výroba druhé.
Freelander 2 je první model značky Land Rover s pěti hvězdičkami od EUROncap a zároveň první SUV s tímto hodnocením. Jako jediné SUV se dodává se systémem Terrain response. V něm je možno nastavit jízdní vlastnosti podle pěti módů, i když u tohoto vozu pátý mód chybí.

## Motory
- 1. generace (1997 - 2006)

Benzín
1,8 l Rover K-series I4 (benzín) (uváděn jako 1.8i, Xi nebo XEi - nebyl prodáván v USA) (1997–2006)
2,5 l Rover KV6 V6 (benzín) (uváděn jako V6) (2001 - 2006)
Nafta
2,0 l Rover L-series (uváděn jako Di, XDi nebo XEDi) (turbodiesel) (1997–2000)
2.0 l BMW M47R (uváděn jako Td4) (turbodiesel) (2001 - 2004)
První generace byla dodávána s pětistupňovou manuální převodovkou nebo automatickou převodovkou Jatco JF506E se stejným počtem převodových stupňů.
- 2. generace (2006 - 2014)

Benzín
2,0 l Ford EcoBoost I4 (243 hp)
3,2 l Ford SI6 I6 (233 hp)
Nafta
2.2 L Ford Duratorq eD4 (150 hp)
2.2 L Ford Duratorq TD4 (160 hp)
2.2 L Ford Duratorq SD4 (190 hp)
Druhá generace byla dodávána s šestistupňovou manuální převodovkou Getrag M66EH50 nebo šestistupňovou automatickou převodovkou Aisin AWF21.